# Bryan Ruiz
Pour les articles homonymes, voir Ruiz.
Bryan Jafet Ruiz González, né le 18 août 1985 à San José, est un footballeur international costaricien, professionnel de 2003 à 2022.

## Biographie

### En club
Bryan commença sa carrière dans son pays natal, avec la LD Alajuelense, en 2003.
Après d'avoir joué pendant 3 saisons au club, il est recruté en 2006 par le KAA La Gantoise, en raison de ses formidables performances avec son équipe de formation. Devenu un joueur clé dans l'équipe belge dirigée par Michel Preud'homme, il est notamment nommé capitaine de l'équipe gantoise et est souvent désigné pour tirer les penaltys. Après 3 saisons en Belgique, il attire l'attention de plusieurs clubs européens, dont le Newcastle United, et le Celtic FC.
En 2009, il part au FC Twente, club néerlandais, contre la somme de 5 millions d'euros, Ruiz y signe un contrat de 4 ans. Il réalise une première saison remarquable inscrivant 24 buts et remportant le championnat. Il est second au classement des buteurs derrière le joueur uruguayen de l'Ajax Luis Suárez.
En 2011, il part en Angleterre, au Fulham Football Club. Il ne reproduit pas les mêmes performances inscrivant 12 buts en 108 matchs pour les Cottagers.
Le 7 juillet 2015, il s'engage pour une durée de trois ans avec le Sporting Portugal.
Le 11 juillet 2018, il signe au Brésil au Santos FC un contrat d'une durée de deux ans et demi.
Quatorze ans après son départ du Costa Rica, Bryan Ruiz revient dans son pays natal le 23 juillet 2020 quand il s'engage à la LD Alajuelense, son club formateur. Pour sa première titularisation depuis son retour, il inscrit un but face au CS Herediano le 29 août.
Il annonce sa retraite internationale en décembre 2022, et dispute sa dernière rencontre, un match amical, face à Twente, son ancien club.

### En sélection nationale
Ruiz dispute son premier match pour le Costa Rica contre la Chine le 19 juin 2005.
Il inscrit son premier but international contre le Honduras lors de Gold Cup 2005 en quart de finale (défaite 2-3).
Il joue quelques matchs de qualification pour la Coupe du monde 2006 avec l'équipe nationale, mais n'est finalement pas choisi pour faire partie de l'équipe qui dispute le mondial en Allemagne. 
Il inscrit six buts lors des éliminatoires de la Coupe du monde 2010. Le Costa Rica perd, en novembre 2009, lors des barrages face à l'Uruguay (0-1, 1-1).
Il est capitaine de l'équipe lors de la Coupe du monde 2014. Il est buteur en phase de poule face à l'Italie et récidive en huitième de finale face à la Grèce.
Il est de nouveau capitaine lors de la Gold Cup 2015.
Ruiz est considéré comme un joueur important du Costa Rica, puisqu'il est l'un des rares Costariciens à avoir joué en Europe.
Le 3 novembre 2022, il est sélectionné par Luis Fernando Suárez pour participer à la Coupe du monde 2022.

## Statistiques
| Saison    | Club                 | Pays            | Championnat         | Coupes nationales | Coupes d’Europe    |
| --------- | -------------------- | --------------- | ------------------- | ----------------- | ------------------ |
| 2006-2007 | La Gantoise          | Jupiler League  | 16 matchs / 3 buts  | -                 | 1 match            |
| 2007-2008 | La Gantoise          | Jupiler League  | 31 matchs / 11 buts | 7 matchs / 3 buts | 1 match            |
| 2008-2009 | La Gantoise          | Jupiler League  | 32 matchs / 12 buts | 4 matchs / 2 buts | 2 matchs           |
| 2009-2010 | FC Twente            | Eredivisie      | 34 matchs / 24 buts | 2 matchs / 2 buts | 12 matchs / 2 buts |
| 2010-2011 | FC Twente            | Eredivisie      | 27 matchs / 9 buts  | 4 matchs / 1 buts | 9 matchs           |
| 2011-2012 | FC Twente            | Eredivisie      | 4 matchs / 2 buts   | 1 match / 1 but   | 3 matchs / 2 buts  |
| 2011-2012 | Fulham               | Premier League  | 27 matchs / 2 buts  | 3 matchs          | -                  |
| 2012-2013 | Fulham               | Premier League  | 29 matchs / 5 buts  | 3 matchs          | -                  |
| 2013-2014 | Fulham               | Premier League  | 12 matchs / 1 but   | 2 matchs          | -                  |
| 2013-2014 | PSV Eindhoven (prêt) | Eredivisie      | 14 matchs / 5 buts  | -                 | -                  |
| 2014-2015 | Fulham               | FL Championship | 29 matchs / 4 buts  | 3 matchs / 1 but  | -                  |
| 2015-2016 | Sporting Portugal    | Primeira Liga   | 34 match / 8 buts   | 4 matchs / 2 buts | 8 matchs / 3 buts  |
| 2016-2017 | Sporting Portugal    | Primeira Liga   | 32 match / 2 buts   | 4 matchs          | 6 matchs / 1 but   |
| 2017-2018 | Sporting Portugal    | Primeira Liga   | 20 match / 2 buts   | 7 matchs          | 6 matchs           |

## Palmarès
- LD Alajuelense
  - Vainqueur du Championnat du Costa Rica 2005

- FC Twente
  - Vainqueur du Championnat des Pays-Bas 2010
  - Vainqueur de la Coupe des Pays-Bas 2011
  - Vainqueur de la Supercoupe des Pays-Bas 2010 et 2011

- Équipe du Costa Rica
  - Vainqueur de la Copa Centroamericana 2014.